# فیرنبورگ
فیرنبورگ (به آلمانی: Virneburg) یک شهر در آلمان است که در ماین-کبلنتس واقع شده است. فیرنبورگ ۴۵۹ نفر جمعیت دارد.